# Megamelus scutellaris
Megamelus scutellaris är en insektsart som beskrevs av Berg 1883. Megamelus scutellaris ingår i släktet Megamelus och familjen sporrstritar. Inga underarter finns listade i Catalogue of Life.